# Кветино
Кве́тино (бел. Кве́ціна) — озеро в Чашникском районе Витебской области Белоруссии. Относится к бассейну реки Ракитовка. Входит в состав республиканского ландшафтного заказника «Селява».

## Физико-географическая характеристика
Озеро Кветино располагается в 34 км к юго-востоку от города Чашники, в 5 км к югу от агрогородка Черея. Высота над уровнем моря составляет 175,5 м.
Площадь зеркала составляет 0,3 км². Длина озера — 0,93 км, наибольшая ширина — 0,39 км. Длина береговой линии — 2,35 км. Наибольшая глубина — 1,5 м, средняя — 0,98 м. Объём воды в озере — 0,29 млн м³.
Котловина остаточного типа, вытянутая с севера на юг. Склоны высотой 5—7 м, пологие, поросшие лесом и кустарником, на севере распаханные. Береговая линия слабоизвилистая. Берега низкие, заболоченные, порошие кустарником. Пойма шириной от 100 до 250 м, также заболоченная и поросшая кустарником.
Мелководье обширное, песчано-илистое. Глубже дно покрыто сапропелем.
Из южной части озера вытекает ручей, впадающий в реку Ракитовка.

## Рыбалка
В озере обитают карась, линь, окунь, плотва, лещ, щука и другие виды рыб. Производится промысловый лов рыбы. Организовано платное любительское рыболовство. Разрешена подводная охота в светлое время суток.